# Morro da Garça
Morro da Garça là một đô thị thuộc bang Minas Gerais, Brasil. Đô thị này có diện tích 414,009 km², dân số năm 2007 là 2887 người, mật độ 7 người/km².